# フェミニスト・ポルノ・アワード
フェミニスト・ポルノ・アワード（Feminist Porn Awards、FPAs）は、2006年より毎年授与されているポルノ映画の賞で、当初はカナダのオンタリオ州トロントにあるアダルトグッズショップであるグッド・フォー・ハー（Good for Her）が主催した。2014年まで、この賞は正式には「グッド・フォー・ハー・フェミニスト・ポルノ・アワード」という名称で知られていた。フェミニスト・ポルノ・アワードの受賞者には、アナルプラグの形をしたトロフィーが授与される。

## ノミネート基準
公式サイトによれば 、FPAへのノミネートは3つの基準によって決まるとされる
1. 女性または伝統的に疎外されてきた人々が、作品の監督・演出、制作、構想などに関与している。
2. 全ての出演者、特に女性や伝統的に疎外されてきた人々の真の快楽、主体性、欲望を描いている作品である。
3. 映画における性的表現の境界を拡大し、ステレオタイプに挑戦し、主流のポルノとは一線を画すビジョンを提示している作品である。これには欲望、人々のタイプ、身体、性行為の多様性、または作品全体を通して反人種差別や反抑圧的枠組みについて描くことが含まれる。